# ژان-پیر دلفیس
ژان-پیر دلفیس (انگلیسی: Jean-Pierre Delphis؛ زادهٔ ۱۲ ژانویهٔ ۱۹۶۹ ‏(۵۶ سال)) دوچرخه‌سوار اهل فرانسه است.